# 상대론적 역학
상대론적 역학(相對論的力學, relativistic dynamics)은 상대론적 시스템의 운동과 속성 간 개념, 그리고 시스템에 미치는 힘을 기술하기 위해 상대성 개념과 양자 개념을 합친 것이다. 상대론적 역학이 다른 물리 이론과 구별되는 것은 역사적 시공 사건을 모니터링하기 위한 불변적 스칼라 진화 파라미터의 이용이다. 척도 불변 이론에서 입자 상호작용의 힘은 수반되는 입자들의 에너지의 영향을 받지 않는다. 21세기 실험들에 따르면 빛의 속력으로 또는 그와 가까운 속력으로 이동하는 미세 및 초미세 물체들의 물리적 기술은 시공, 질량, 에너지 등 근본적인 개념들에 관한 질문들을 제기하였다. 물리적 현상의 이론적 설명에는 상대성과 양자론의 개념들의 통합을 요구하였다.
블라디미르 포크는 상대론적 역학 현상을 기술하기 위해 진화 파라미터 이론을 제안한 최초의 인물이었으나 에른스트 스튀켈베르크가 선보인 진화 파라미터 이론이 근래의 사안에 더 적합하도록 조정되어 있다. 진화 파라미터 이론들은 리처드 파인만, 줄리언 슈윙거 등이 1940년대 말과 1950년대 초에 양자장 이론을 공식화하기 위해 사용되었다. 실반 S. 슈베버는 이러한 이론의 파인만의 탐구의 괜찮은 역사적 설명을 기록했다. 진화 파라미터 이론에 대한 관심의 부활은 1970년대에 호르위츠(Horwitz)와 콘스탄틴 피론, 판치(Fanchi), 콜린스(Collins)의 노고와 함께 시작되었다.